# Insidious Disease
Insidious Disease – norweska supergrupa wykonująca blackened death metal. Powstała w 2004 roku w Oslo początkowo pod nazwą Insidious. W skład zespołu weszli: wokalista Marc "Groo" Grewe znany z zespołu Morgoth, gitarzysta grupy Dimmu Borgir - Sven "Silenoz" Atle Kopperud, były gitarzysta grupy Old Man’s Child - Jon "Jardar" Øyvind Andersen, basista Shane Embury z formacji Napalm Death oraz perkusista Tony Laureano znany m.in. z występów w grupie Nile.
W lipcu 2009 roku w Niemczech odbył się debiut sceniczny Insidious Disease. Podczas koncertu na perkusji zagrał Dariusz "Daray" Brzozowski, który zastąpił Tony'ego Laureno zobowiązanego wówczas występami z All That Remains. W kwietniu 2010 roku zespół podpisał kontrakt płytowy z wytwórnią Century Media Records. Debiutancki album formacji zatytułowany Shadowcast ukazał się 12 lipca 2010 roku w Europie. Natomiast w Stanach Zjednoczonych płyta została wydana 27 lipca tego samego roku. Okładkę albumu przygotował Kjell Ivar Lund.
Płyta była promowana teledyskami do utworów "Rituals Of Bloodshed" i "Boundless" w którym wystąpił Roar Hoch-Nielsen, model widniejący na okładce debiutu Insidious Disease.

## Muzycy
| Obecny skład zespołu - Marc "Groo" Grewe - śpiew (od 2004) - Sven "Silenoz" Atle Kopperud - gitara (od 2004) - Jon "Jardar" Øyvind Andersen - gitara (od 2004) - Shane Embury - gitara basowa (od 2004) - Tony Laureano - perkusja (od 2004) | Muzycy koncertowi - Dariusz "Daray" Brzozowski - perkusja (2009) - Emil Wiksten - perkusja (2011, 2014) |

## Dyskografia
- Shadowcast (12 lipca 2010, Century Media Records)